# 퀸 오브 하츠
퀸 오브 하츠(Dronningen, Queen of Hearts)는 스웨덴에서 제작된 메이 엘-투키 감독의 2019년 드라마 영화이다. 트린 디어홈 등이 주연으로 출연하였다.

## 출연

### 주연
- 트린 디어홈
- 구스타프 린드

## 같이 보기
- 하트의 여왕 (이상한 나라의 앨리스)
- 요셉